# Keiso Matashane-Marite
Keiso Matashane-Marite  (Lesoto; siglo XX) es una socióloga lesotense que forma parte de la Comisión Económica de Naciones Unidas para África, Sección de Igualdad y Empoderamiento de las Mujeres.

## Biografía
Se graduó en Sociología por la Universidad Nacional de Lesoto. En 1990 realizó un Máster en Salud Pública por la Universidad de Gales. Realizó también un postgrado en tecnología en la Universidad Loughborough, Reino Unido.

### Trayectoria
Fue profesora a tiempo parcial en la Universidad Nacional de Lesoto. Entre 1993 y 2007,  trabajó como coordinadora nacional e investigadora jefe de Mujeres y Derecho en el Southern Africa Research and Education Trust, en Lesoto. Posteriormente se incorporó a la CEPA. Desde el año 2007 forma parte de la Comisión Económica de Naciones Unidas para África, Sección de Igualdad y Empoderamiento de las Mujeres. En 2023 era jefa en funciones de la Sección de Igualdad de Género y Capacitación de la Mujer de la División de Género, Pobreza y Política Social. Sus áreas de especialización incluyen la investigación sociojurídica, el análisis de género y el análisis político y de políticas públicas en materia de salud, derechos humanos y sector social.